# 岡崎隼士
岡崎 隼士（おかざき はやと、英語: Hayato Okazaki、2011年3月20日 - ）は、日本のフィギュアスケート選手（男子シングル）。日本の広島県出身。主な戦績は、2025年全国中学校スケート大会3位、2024年全国中学校スケート大会2位、2023年全日本ノービス選手権Aクラス優勝など。

## 人物
尊敬するスケーターとして、羽生結弦や、岡崎の所属する倉敷FSCの先輩にあたる髙橋大輔・田中刑事の名前を挙げている。

## 経歴
幼稚園年長時に羽生結弦の演技を見たことをきっかけにスケートを始める。「羽生結弦選手のアクセルを見て、自分も跳んでみたいと思ってスケートを始めた」と話している。

### ノービス時代
2020-2021シーズン
第24回全日本フィギュアスケートノービス選手権Bクラスで西野太翔に次いで2位に入賞した。
2021-2022シーズン
第25回全日本フィギュアスケートノービス選手権Bクラスで優勝した。
2022-2023シーズン
カテゴリーがノービスAに移行した。

第26回全日本フィギュアスケートノービス選手権Aクラスで5位に入賞した。
2023-2024シーズン
第27回全日本フィギュアスケートノービス選手権Aクラスで優勝した。

この結果により第92回全日本フィギュアスケートジュニア選手権に推薦出場し、17位となった。

第44回全国中学校スケート大会で西野太翔に次いで2位に入賞した。

### ジュニア時代
2024-2025シーズン
カテゴリーがジュニアに移行した。この年度からトリプルアクセルをプログラムに組み込む。

第93回全日本フィギュアスケートジュニア選手権で16位となった。

第45回全国中学校スケート大会で高橋星名、西野太翔に次いで3位に入賞した。

## 競技成績

### ISUパーソナルベストスコア
- SP - ショートプログラム、FS - フリースケーティング
- TSS - 部門内合計得点（英: Total segment score）は太字
- TES - 技術要素点（英: Technical element score）、PCS - 演技構成点（英: Program component score）、GOE - 出来栄え点（英: Grade of Execution）

| 部門 | 種類 | 得点 | 大会 |
| ---- | ---- | ---- | ---- |
| 総合 | TSS  |      |      |
| SP   | TSS  |      |      |
| SP   | TES  |      |      |
| SP   | PCS  |      |      |
| FS   | TSS  |      |      |
| FS   | TES  |      |      |
| FS   | PCS  |      |      |

### 主な戦績
- JGP - ISUジュニアグランプリシリーズ
- J - ジュニアクラス
- N - アドバンスドノービスクラス、A - ノービスAクラス、B - ノービスBクラス

| ユースオリンピック     |       |       |       |       |      |  |  |  |  |
| 世界ジュニア選手権     |       |       |       |       |      |  |  |  |  |
| 全日本選手権           |       |       |       |       |      |  |  |  |  |
| 全日本ジュニア選手権   |       |       |       | 17位  | 16位 |  |  |  |  |
| 全日本ノービス選手権   | 2位 B | 1位 B | 5位 A | 1位 A |      |  |  |  |  |
| 全国中学校スケート大会 |       |       |       | 2位   | 3位  |  |  |  |  |

### 詳細
- マークが付いている大会は国際スケート連盟公認の国際大会
- パーソナルベストは太字で表示
- シーズン開始を7月1日、シーズン終了を翌年の6月30日とする。ローカル大会のカテゴリー移行はこの限りではないため、シーズン途中でカテゴリーが移行している場合がある(主に翌年4月以降)。

| 2025-2026 シーズン |        |    |    |      |
| 開催日             | 大会名 | SP | FS | 結果 |

| 2024-2025 シーズン    |                                                      |          |           |           |
| 開催日                | 大会名                                               | SP       | FS        | 結果      |
| 2025年2月日 - 1月4日  | 2025全国中学校スケート大会（長野）                   | 3 60.99  | 3 123.12  | 3 184.11  |
| 2024年11月15日 - 17日 | 第93回全日本フィギュアスケートジュニア選手権（広島） | 14 58.88 | 18 105.08 | 16 163.96 |

| 2023-2024 シーズン    |                                                                 |          |           |           |
| 開催日                | 大会名                                                          | SP       | FS        | 結果      |
| 2024年2月3日 - 6日    | 2024年全国中学校スケート大会（長野）                            | 4 62.04  | 2 124.14  | 2 186.18  |
| 2023年11月17日 - 19日 | 第92回全日本フィギュアスケートジュニア選手権（大津）            | 16 58.28 | 19 108.81 | 17 167.09 |
| 2023年10月20日 - 21日 | 第27回全日本フィギュアスケートノービス選手権ノービスA（西東京） |          | 1 106.73  | 1 106.73  |

| 2022-2023 シーズン    |                                                               |    |         |         |
| 開催日                | 大会名                                                        | SP | FS      | 結果    |
| 2022年11月21日 - 23日 | 第26回全日本フィギュアスケートノービス選手権ノービスA（札幌） |    | 5 82.89 | 5 82.89 |

| 2021-2022 シーズン    |                                                        |    |         |         |
| 開催日                | 大会名                                                 | SP | FS      | 結果    |
| 2021年10月22日 - 24日 | 第25回全日本フィギュアスケート選手権 ノービスB（大津） |    | 1 75.33 | 1 75.33 |

| 2020-2021 シーズン    |                                                        |    |         |         |
| 開催日                | 大会名                                                 | SP | FS      | 結果    |
| 2020年10月24日 - 25日 | 第24回全日本フィギュアスケート選手権 ノービスB（前橋） |    | 2 74.07 | 2 74.07 |

## プログラム使用曲
| シーズン  | SP                                      | FS                                                   | EX                                      |
| --------- | --------------------------------------- | ---------------------------------------------------- | --------------------------------------- |
| 2025-2026 |                                         |                                                      |                                         |
| 2024-2025 | シング・シング・シング 曲：ルイ・プリマ | Swan Lake 曲：チャイコフスキー 振付:キャシー・リード | シング・シング・シング 曲：ルイ・プリマ |
| 2023-2024 |                                         | Swan Lake 曲：チャイコフスキー 振付:キャシー・リード |                                         |
| 2022-2023 |                                         | Black Panther 振付:キャシー・リード                  |                                         |
| 2021-2022 |                                         | Exodus 振付：キャシー・リード                        | 長靴をはいた猫より 振付：クリス・リード |
| 2020-2021 |                                         | 長靴をはいた猫より 振付：クリス・リード              |                                         |

## 受賞
- 笠岡市スポーツ協会優秀選手特別賞[3]